# Linderos
Linderos är en ort i Mexiko.   Den ligger i kommunen Jilotepec och delstaten Veracruz, i den sydöstra delen av landet, 230 km öster om huvudstaden Mexico City. Linderos ligger 1 651 meter över havet och antalet invånare är 600.
Terrängen runt Linderos är huvudsakligen kuperad, men norrut är den bergig. Terrängen runt Linderos sluttar österut. Runt Linderos är det ganska tätbefolkat, med 172 invånare per kvadratkilometer. Närmaste större samhälle är Xalapa, 11,8 km sydost om Linderos. Omgivningarna runt Linderos är en mosaik av jordbruksmark och naturlig växtlighet.